# 쿠로베 스스무

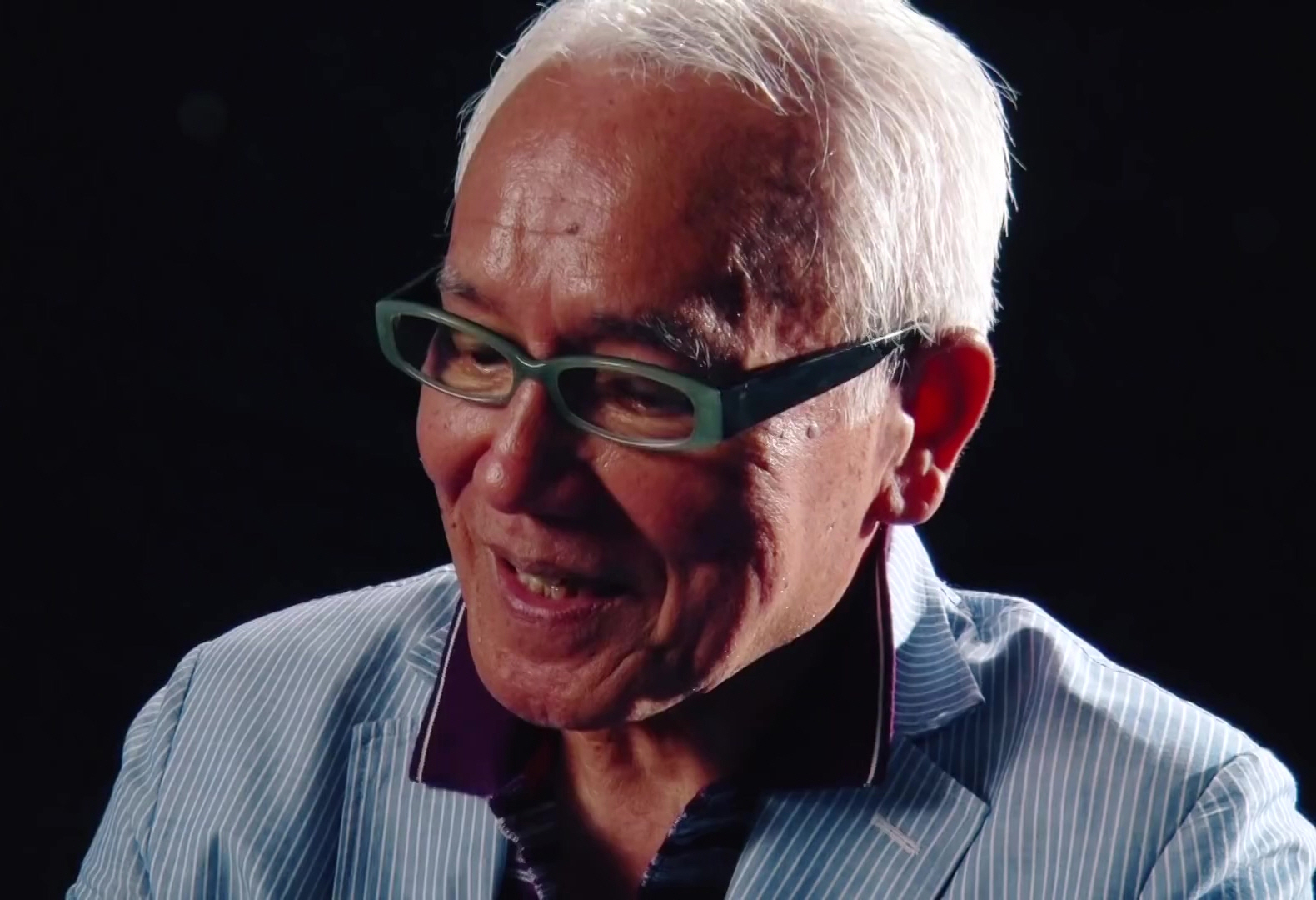

쿠로베 스스무(Susumu Kurobe, 1939년 10월 22일 ~ )는 일본의 배우, 텔레비전 배우이다.
구로베시에서 태어났다.

## 방송
- 열쇠가 잠긴 방 SP
- 화려한 일족

## 영화
- 열쇠가 잠긴 방 SP (2014년)
- 울트라맨 사가 (2012년) - 하야타 신/울트라맨 역
- 홈 커밍 (2010년) - 이시다 츠토무 역
- 극장판 울트라맨 우주 몬스터 대결전 (2009년) - 신 하야타 목소리 역
- 심해 괴물 레이고 (2008년)
- 대결전! 초울트라 8형제 (2008년)
- 기라라의 역습: 토야코 사밋토 위기일발 (2008년)
- 울트라맨 메비우스와 울트라형제 (2006년)
- 이누가미가의 일족 (2004년)
- 신칸센 대폭파 (1975년)
- 해저군함 2 (1969년)
- 고질라 10 (1968년)
- 킹콩의 역습 (1967년)
- 고질라 9 - 고질라 2세 (1967년)
- 타이거 릴리 (1966년)
- 고질라 6 - 머리 셋 괴물 기드라 (1964년)